# Erythrolamprus perfuscus
Erythrolamprus perfuscus е вид змия от семейство Смокообразни (Colubridae). Видът е застрашен от изчезване.